# محمية الأزرق المائية
محمية الأزرق المائية إحدى المحميات الطبيعية في الأردن تقع بالقرب من واحة الأزرق في الصحراء الشرقية من الأراضي الأردنية وقرب مدينة الأزرق (الأردن) وقد سميت على اسمها وتتكون من أرض رطبة. تبعد عن العاصمة عمان حوالي 120 كيلومترا بالقرب من محمية الشومري. تبلغ مساحتها تبلغ 12 كيلومترا مربعا.

## التاريخ
نشأت الأراضي الرطبة منذ حوالي 250,000 سنة مضت نتيجة تغذيتها بطبقات المياه الجوفية التي ظهرت بدورها بسبب التغيرات الجيولوجية. الأزرق (الأردن) منذ العصور القديمة، كانت الأزرق مفترق طرق لكل طرق التجارة البشرية وهجرات الطيور. جذبت ملايين الأمتار المكعبة من المياه العذبة القوافل التي تشمل الجمال التي حملت التوابل والأعشاب بين شبه الجزيرة العربية وبلاد الرافدين وسوريا
. توقّفت ملايين الطيور المهاجرة في الأزرق أثناء هجرتها بين أفريقيا وأوروبا. في عقد 1960، بدأ ضح المياه من المنطقة لتغذية مدينة عمان، نتيجة زيادة عدد سكانها. عام 1978، أسست الجمعية الملكية لحماية الطبيعة محمية الأزرق المائية. بحلول عام 1992، جفّت الينابيع  وطبقات المياه الجوفية التي توقفت عن التدفّق مرةً واحدة. ماتت جواميس الماء وانتقلت أنواع عديدة من الطيور المهاجرة إلى بحيرة طبريا بدلاً من الأزرق.

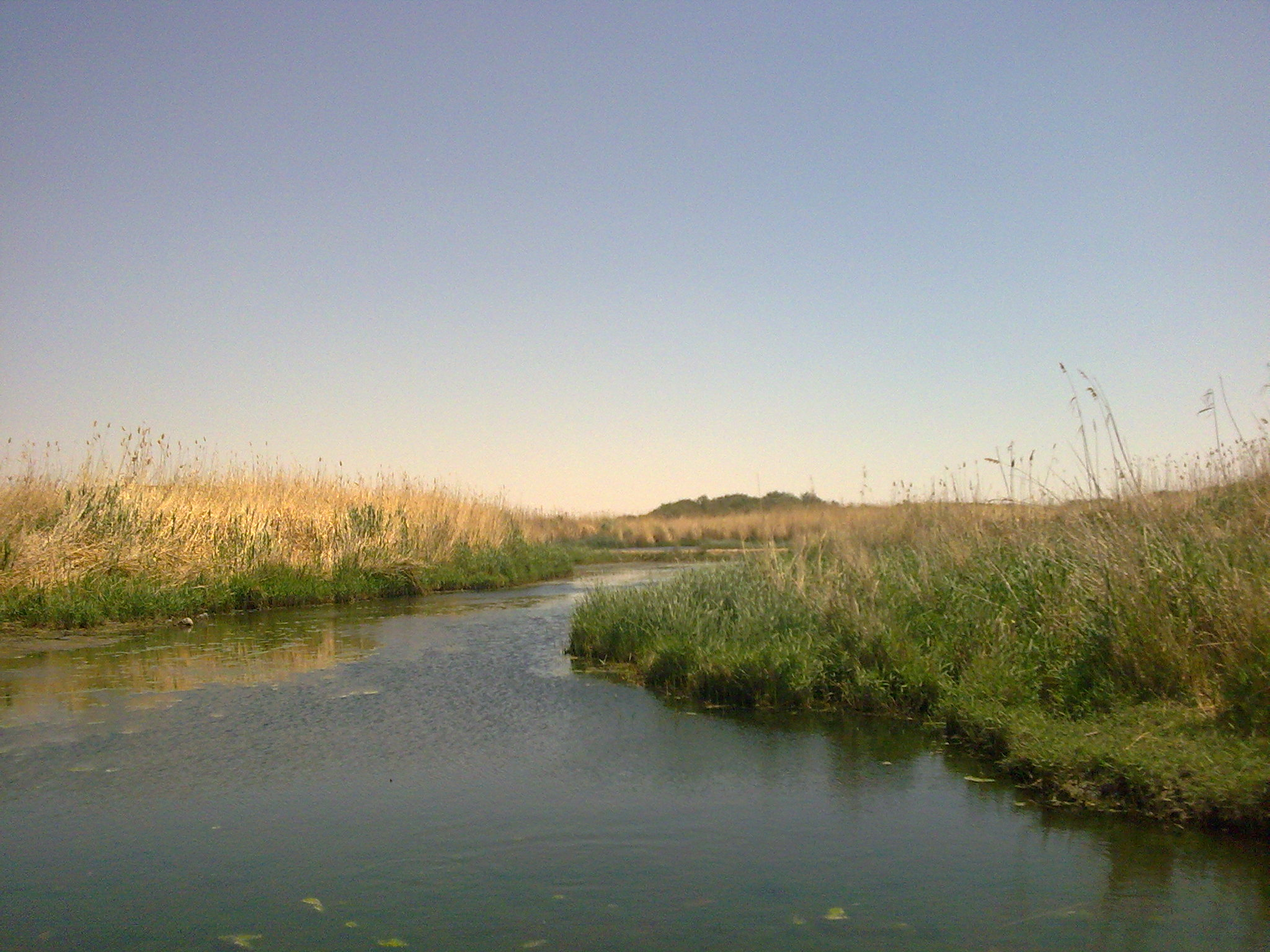
أحد برك المحمية

## الاهمية
سميت بهذا الاسم نسبة إلى واحة الأزرق المائية التي تشكل جزءاً من مساحتها وتغطيها البرك والمستنقعات والنبات المائية. توفر المحمية الحماية للطيور التي تعيش أو تتنقل قرب السبخات، والبرك والمحميات المائية في محمية الأزرق. ويقدر عدد الطيور التي يمر منها بحوالي نصف مليون طائر سنوياً. تعدّ محيمة الأزرق مكان إقامة للطيور المهاجرة ما بين أفريقيا وآسيا، وقد تم تسجيل حوالي (307) أنواع من الطيور فيها وبموجب معاهدة رامسر (Ramsar) في إيران اعتبرت محمية الأزرق منطقة مائية ذات أهمية دولية للطيور المهاجرة. تعدّ محمية الأزرق أيضا غنية بالأحياء البرية النباتية والحيوانية وهي شبه مغطاه بالنباتات المائية كالحلفاء والقصيب والعرقد والأثل العطري المحلي. ومن أهم حيواناتها البرية ابن آوى والثعالب الحمراء والضبع المخططة والذئب والوشق والعديد من القوارض.

## الخدمات والمميزات

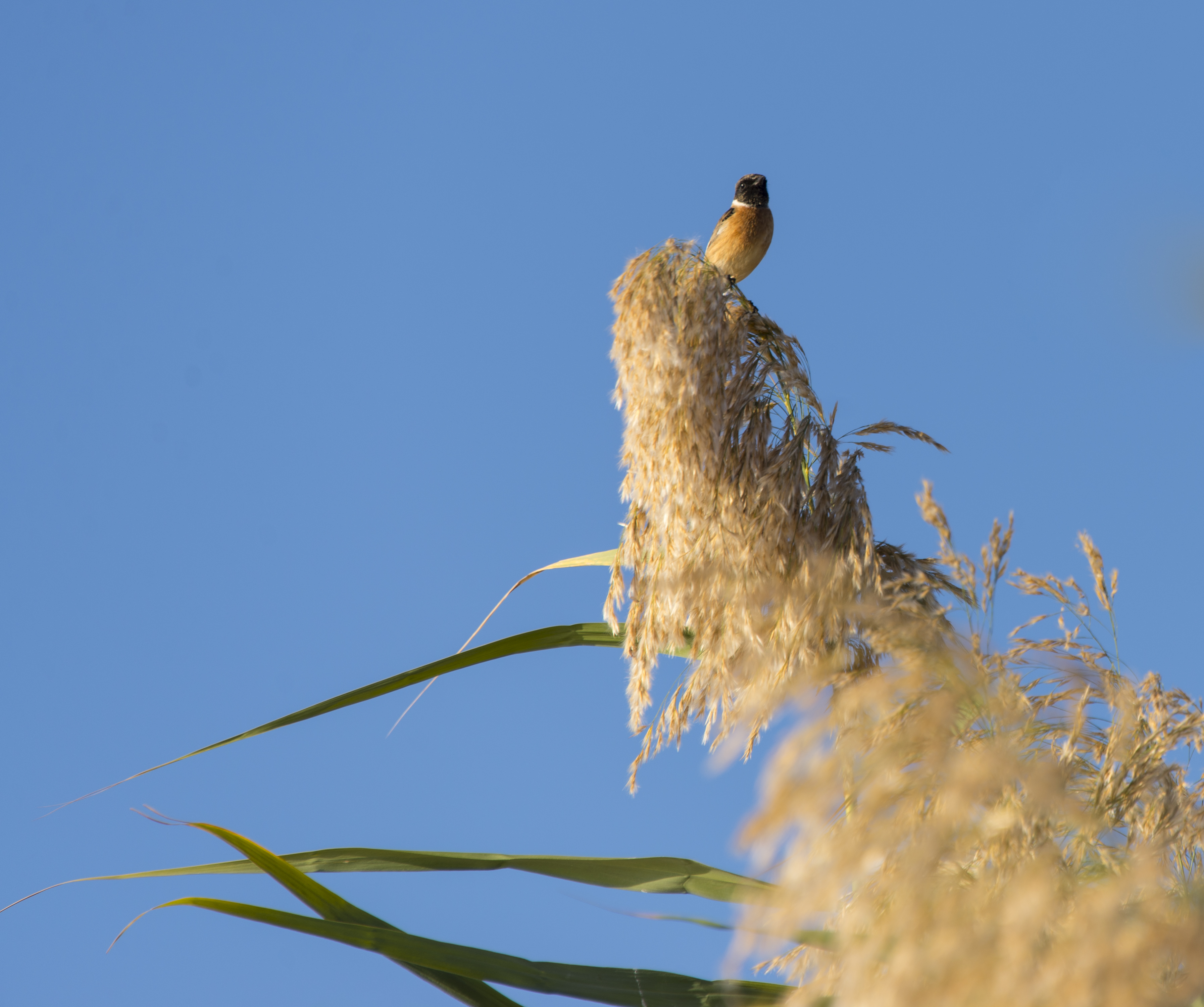
أسراب الطيور التي تزور المحمية على مدار العام إما للراحة في فترة الهجرة أو لقضاء فصل الشتاء و مواسم التزاوج

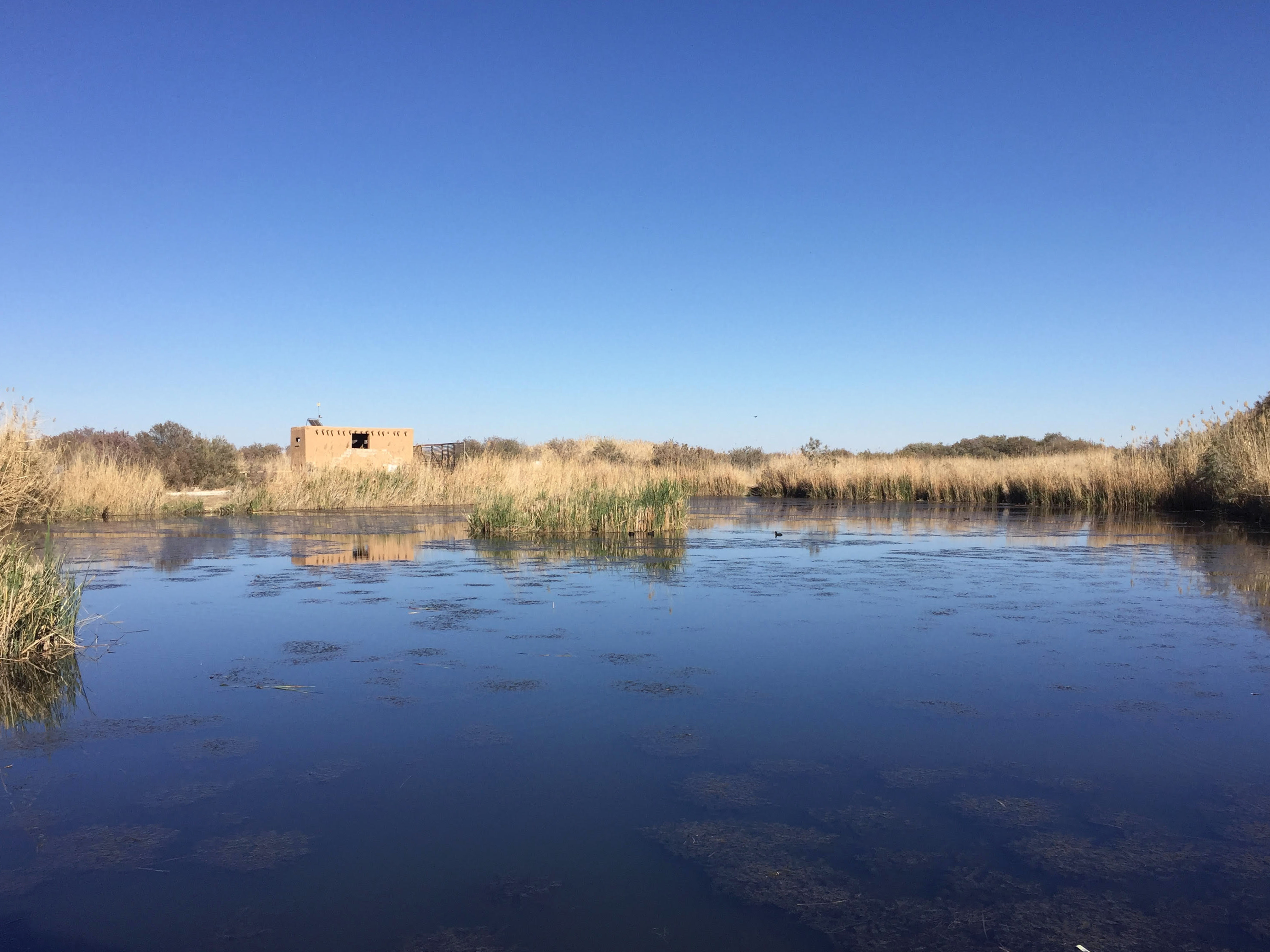
محمية الأزرق

تتوفر في المحمية الكثير من الخدمات وهناك مسار دائري خشبي يلتف حول وداخل البرك المائية ويعطي الزائر معلومات ومشاهد كاملة حول المحمية، أيضا هناك موقع خاص لرؤية الطيور عن طريق نوافذ زجاجية. وبالإضافة إلى ذاك يوجد في المحمية مركز للزوار مزود بوسائل أيضاحية وتعليمية حديثة. كما توجد بعض المواقع الأثرية في المحمية أهمها سد أموي صغير لحجز المياه.
تقع المحمية على ارتفاع 491 م عن سطح البحر وتتميز بأنها أراضٍ رطبة فريدة من نوعها حيث تستطيع فيها العديد من الكائنات الحية البقاء على قيد الحياة لفترة من الظروف غير المؤاتية كالتجمد، ويتراوح معدل هطول الأمطار السنوي في حوض الأزرق ما يعادل 350 ملم شمالا إلى أقل من 75 ملم جنوبا و من 180 ملم غربا إلى أقل من 50 ملم شرقا حيث إن معدل الهطول المطري طويل الأمد 90 ملم سنويا في منطقة المحمية و يعتبر مناخها حارا صيفا إلى بارد قليل الرطوبة شتاء.

### الأزرق اليوم
وُصفت أراضي الأزرق المائية بأنها في حالة «انهيار بيئي». تواصل الجمعية الملكية لحماية الطبيعة خوض معركة شاقة ضد ارتفاع عدد السكان وتزايد الطلب على المياه. إن 10،000،000 متر مكعب (353،146،667 قدم مكعب) من المياه سنويًا التي توفرها وزارة المياه الأردنية للحفاظ على الأزرق كافية فقط لإعادة الأزرق إلى 10٪ من حجمه الأصلي. اليوم، لا يزال هناك أكثر من 500 بئر غير شرعية تضخ المياه من الأزرق. في غضون 37 عامًا فقط، انخفض عدد الطيور المهاجرة من 347000 في 2 فبراير 1967 إلى 1200 طائر في 2 فبراير 2000. يوفر الأزرق مياه الشرب لربع عمان. 25 كيلومترًا مربعًا (9.7 ميل مربع) كانت تغطيها الأراضي الرطبة قد جفت الآن.

### الإقامة
تحافظ الجمعية الملكية لحماية الطبيعة على نزل الأزرق على بعد عدة كيلومترات من الأراضي الرطبة والذي يضم محل لبيع الهدايا ومطعمًا و 16 غرفة في مستشفى عسكري بريطاني في الأربعينيات ومنطقة استقبال.

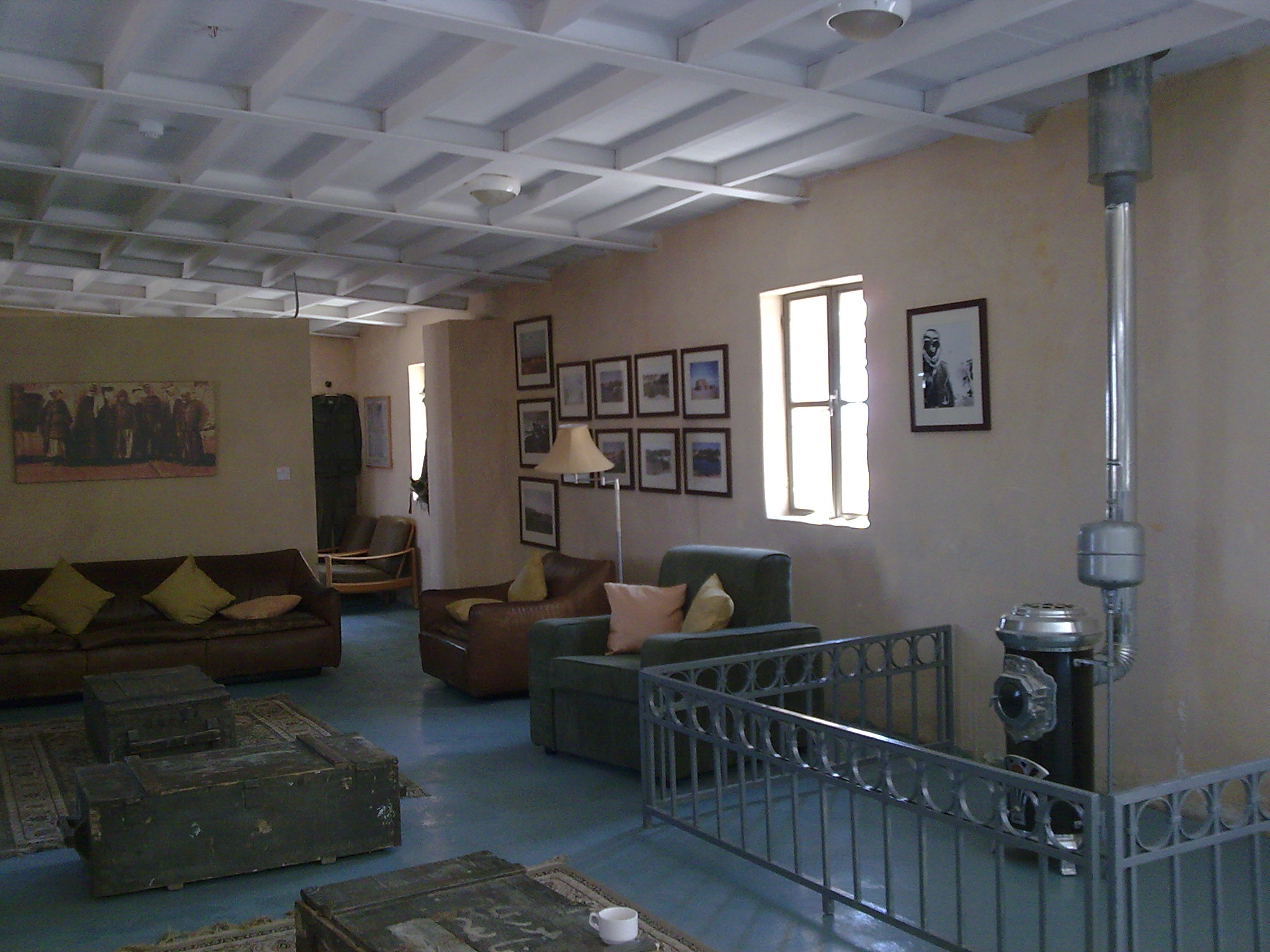
منطقة الاستقبال في نزل الأزرق.

### مسارات وأنشطة

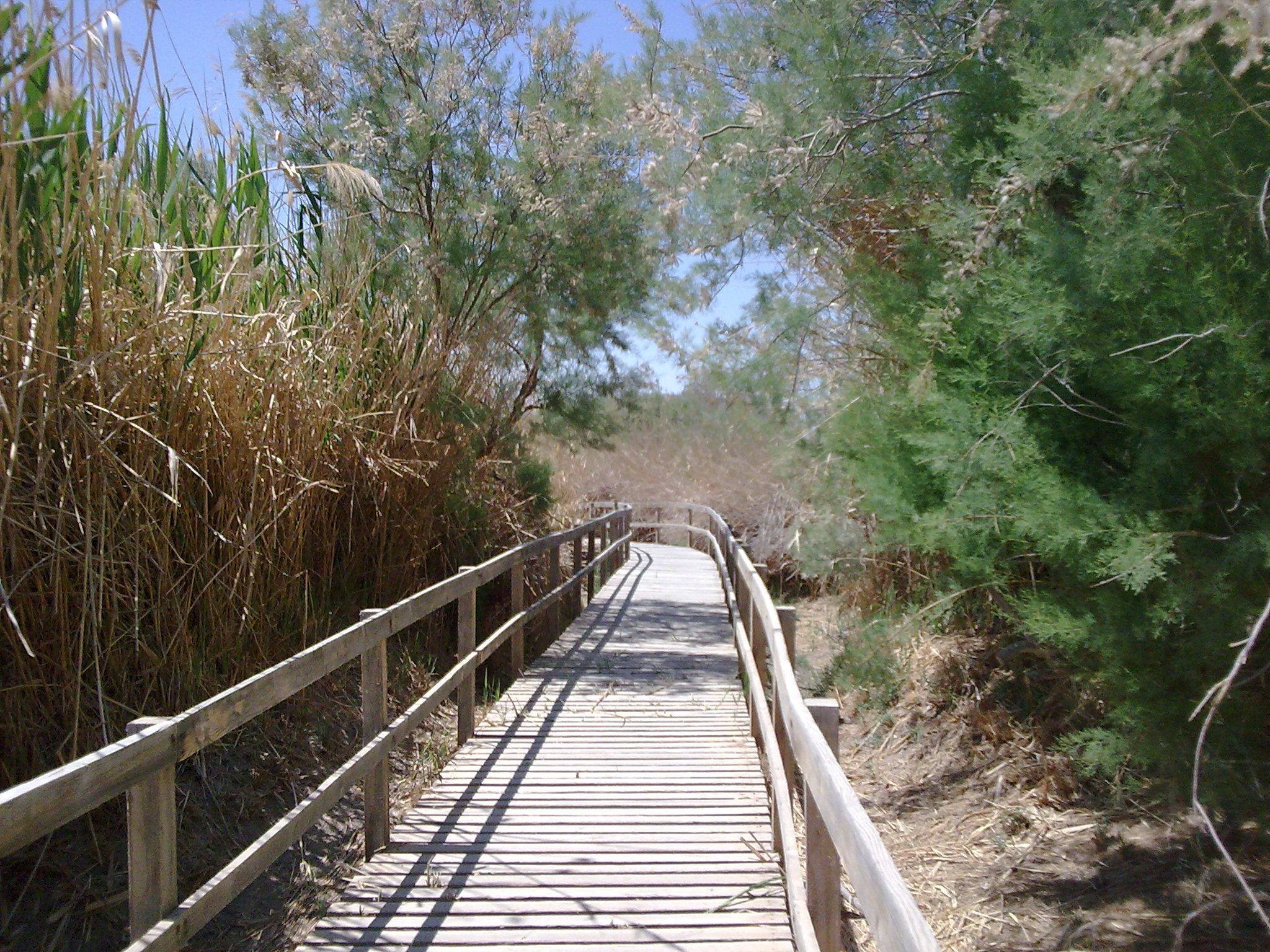
مسار هور الأزرق

مارش تريل عبارة عن منصة مرتفعة تمر عبر المحمية التي تبلغ مساحتها حوالي 1.5 كيلومتر (0.93 ميل). توجدأجزاء من الممر على الأرض التي تمر عبر القصب. في منتصف الطريق، يوجد «مخبأ طائر ريفي» من الطوب اللبن، يطل على إحدى بحيرات المحمية، والتي تستخدم لمشاهدة الطيور.

### الحيوانات البرية
الطيور المهاجرة تأتي من الأناضول، اسكندنافيا، سيبيريا، وأفريقيا، ووقف في الأزرق خلال رحلته الطويلة. أدى الاستعادة الجزئية للأراضي الرطبة من قبل الجمعية الملكية لحماية الطبيعة إلى عودة العديد من الأنواع المهاجرة، مثل قبرة الهدهد، وطائر سيتي، وعصفور الصحراء،والمستنقعات. ومن بين 280 الأنواع المهاجرة المسجلة في الأزرق هي راف، AVOCET، دريجة صغيرة، و قليلا الحلقية الزقزاق. بالإضافة إلى ذلك، العديد من الطيور الجارحة توقف في الأزرق، مثل صقر العسل الأوروبي و أبو شودة. [بحاجة لمصدر]

### الحياة البرية عصور ما قبل التاريخ
منذ العصور القديمة، كانت الأزرق، من الناحية البيئية، استمرارًا لأفريقيا.[بحاجة لمصدر] في هذه الفترة الزمنية، كانت تعيش في الأزرق العديد من الحيوانات التي توصف بأنها أفريقية. ومن بين هذه الأنواع الحمير البري السوري، والجمال البري، ووحيد القرن، وفرس النهر، والفيل الآسيوي،والغزال، والأراخس، والفهد الآسيوي، والنعام السوري،والأسد الآسيوي، والمها العربي. جميع هذه الحيوانات، باستثناء الغزلان، انقرضت الآن في الأزرق والأردن على حد سواء.[بحاجة لمصدر]

## مواضيع متعلقة
- قائمة مواقع رامسار في الأردن
- محميات عمان الطبيعية
- محمية الموجب
- محمية الشومري
- محمية راس محمد الطبيعية
- محمية المها العربي
- محمية جبل طارق
- محمية عجلون
- محميات طبيعية في مصر
- محمية سبخة الجبول

## معرض صور

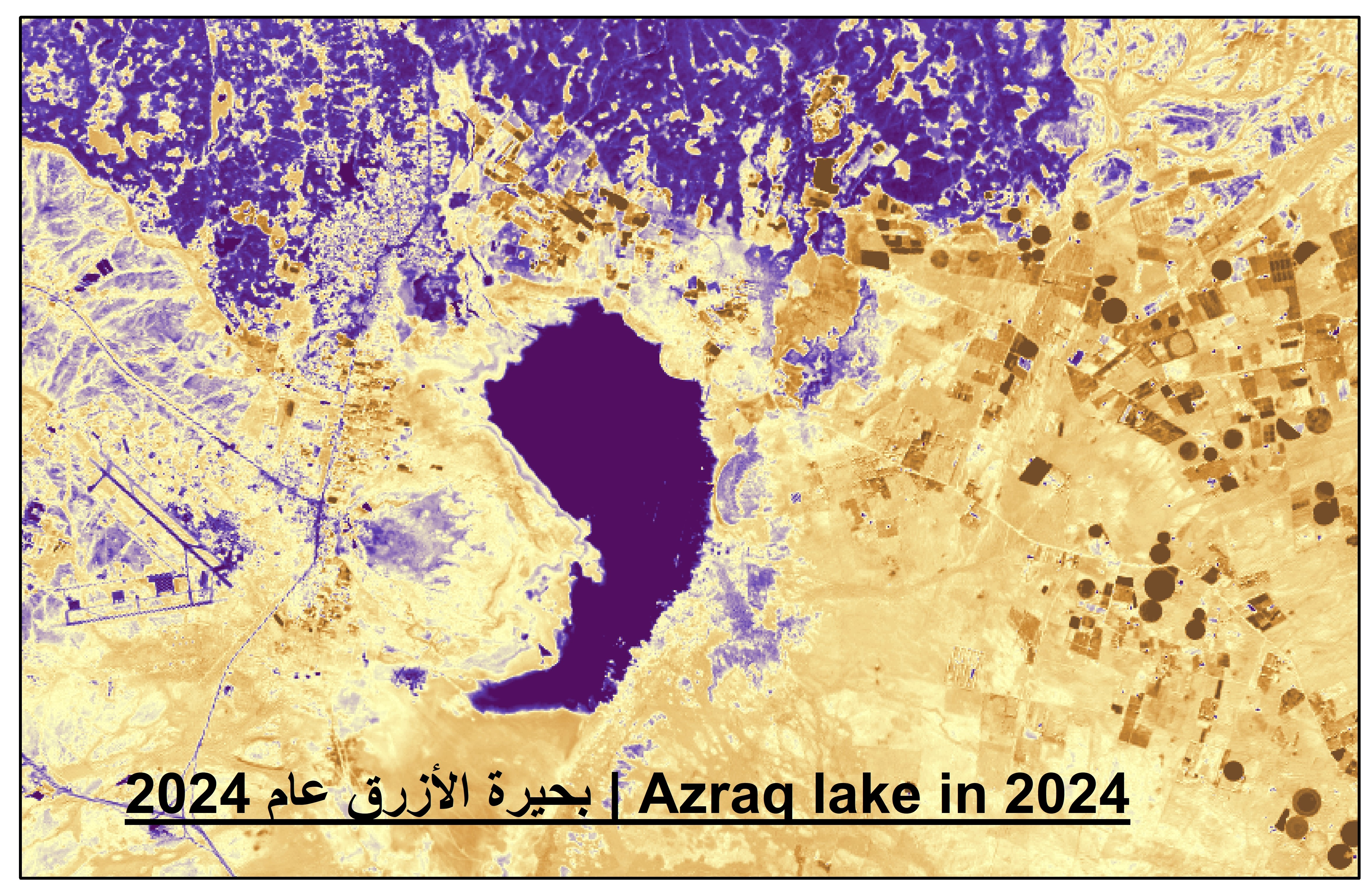
محمية الأزرق في 2024
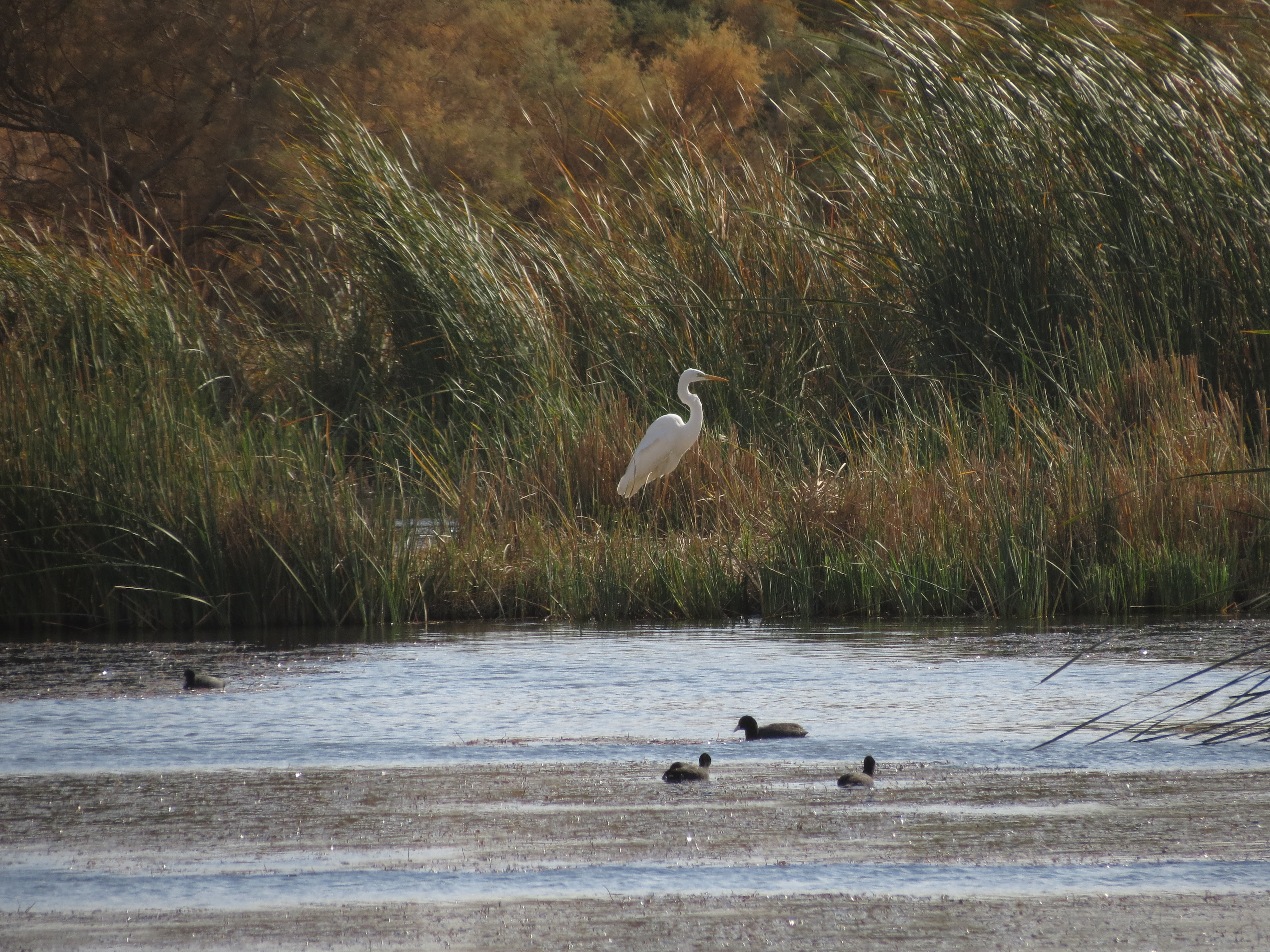
طيور محمية الأزرق
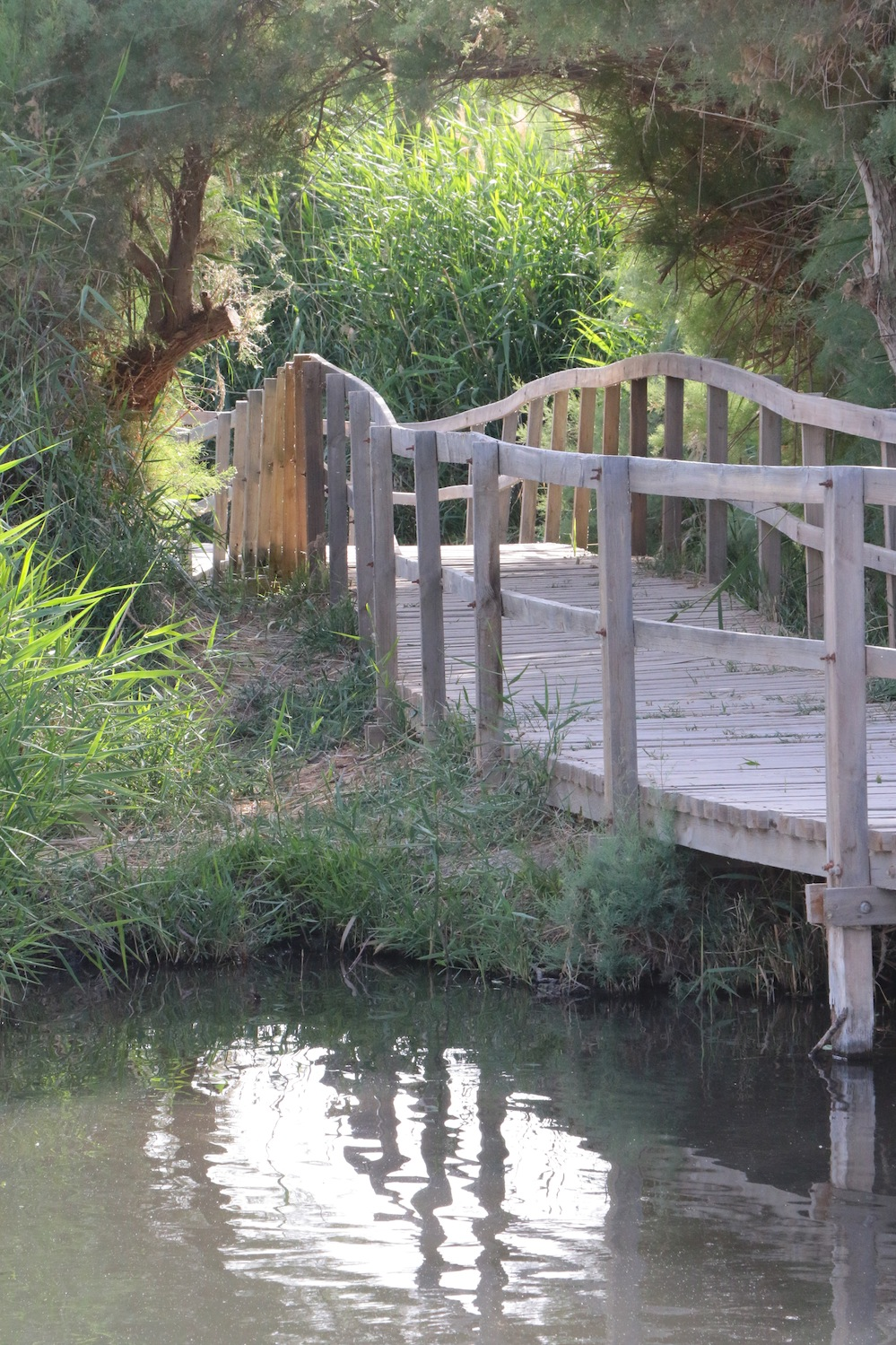
محمية الأزرق المائية
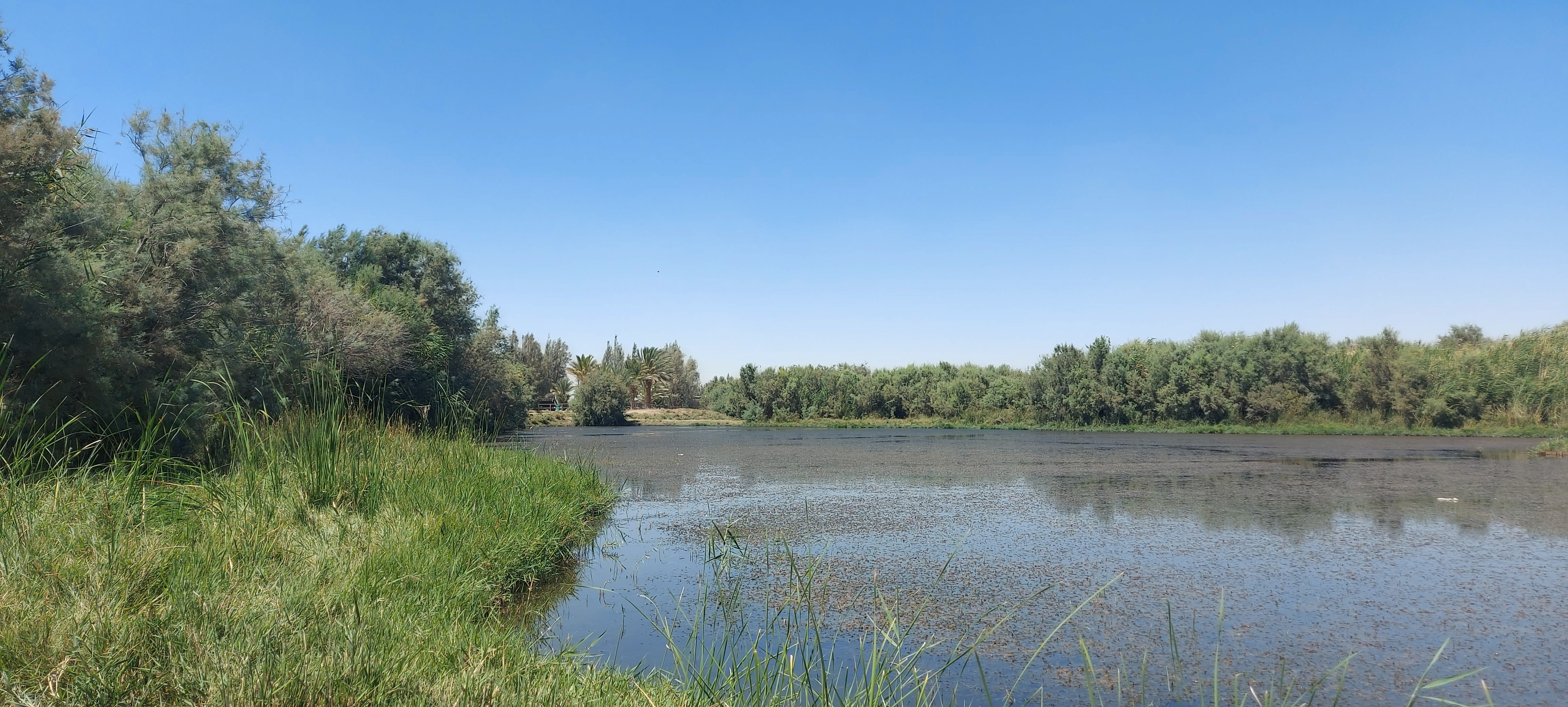